# Arizona (staat)
Arizona is een van de vijftig staten van de Verenigde Staten. Het ligt aan de Mexicaanse grens en telde 7.151.502 inwoners in 2020. De standaardafkorting voor de Grand Canyon State (Grand Canyonstaat) of Copper State (Koperstaat), zoals de bijnamen luiden, is AZ. De hoofdstad en grootste stad is Phoenix.

## Geschiedenis

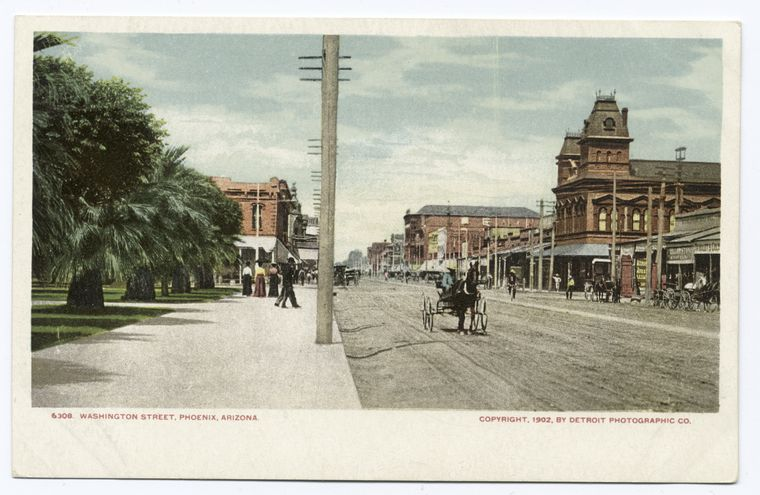
Washington Street in Phoenix in 1902

Het gebied dat nu de staat Arizona vormt, werd eerst bevolkt door indianenvolkeren als de Hopi en de Navajo. De eerste Spaanse ontdekkingsreizigers trokken het gebied rond 1540 binnen. Aan het eind van de 17e eeuw werd er een reeks missieposten opgericht met als doel de inheemse bevolking te bekeren tot het christendom.
Na eeuwen in Spaanse handen te zijn geweest, werd het gebied in 1810 een onderdeel van Mexico. Na afloop van de Mexicaans-Amerikaanse Oorlog in 1848 moest Mexico het gebied grotendeels afstaan aan de Verenigde Staten. In 1853 kochten de VS nog een gebied in het zuiden, een transactie die bekendstaat als de Gadsdenaankoop. Aanvankelijk werd Arizona bestuurd als onderdeel van het New Mexico Territory totdat het in 1863 een zelfstandig territorium werd. Op 14 februari 1912 werd Arizona formeel een staat van de Verenigde Staten, de 48e.
Tijdens de Grote Depressie werd Arizona zwaar getroffen maar het herstel werd al vlug ingezet, mede door de zich ontwikkelende toeristenindustrie die een economische factor van belang is geworden voor de staat.
Arizona is een conservatieve staat, waar iedereen zonder vergunning een vuurwapen mag dragen. De overheid faciliteert er een resort van 7,5 hectare met schietbanen, waar wapenliefhebbers uit de wijde omtrek naartoe komen om zich in de schietsport te bekwamen.
Er bestaan meerdere theorieën over de oorsprong van de naam Arizona. Drie ervan zijn:
- afgeleid van arizonac, een woord dat in de taal van de Papago-Indianen "(plaats met) kleine bronnen" betekent
- samentrekking van het Spaanse árida zona ("droog gebied")
- afgeleid van het Azteekse woord arizuma

## Geografie

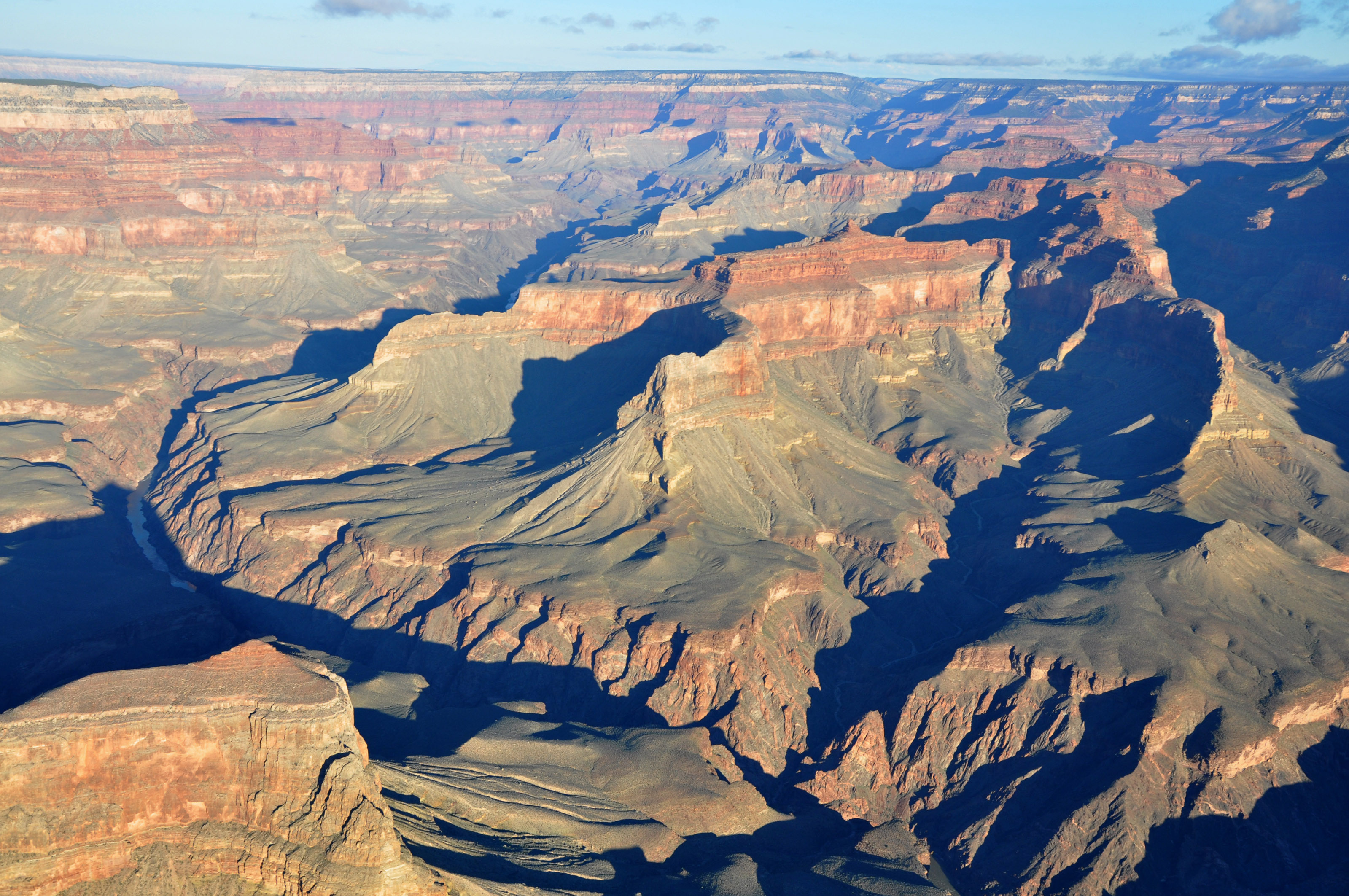
Grand Canyon

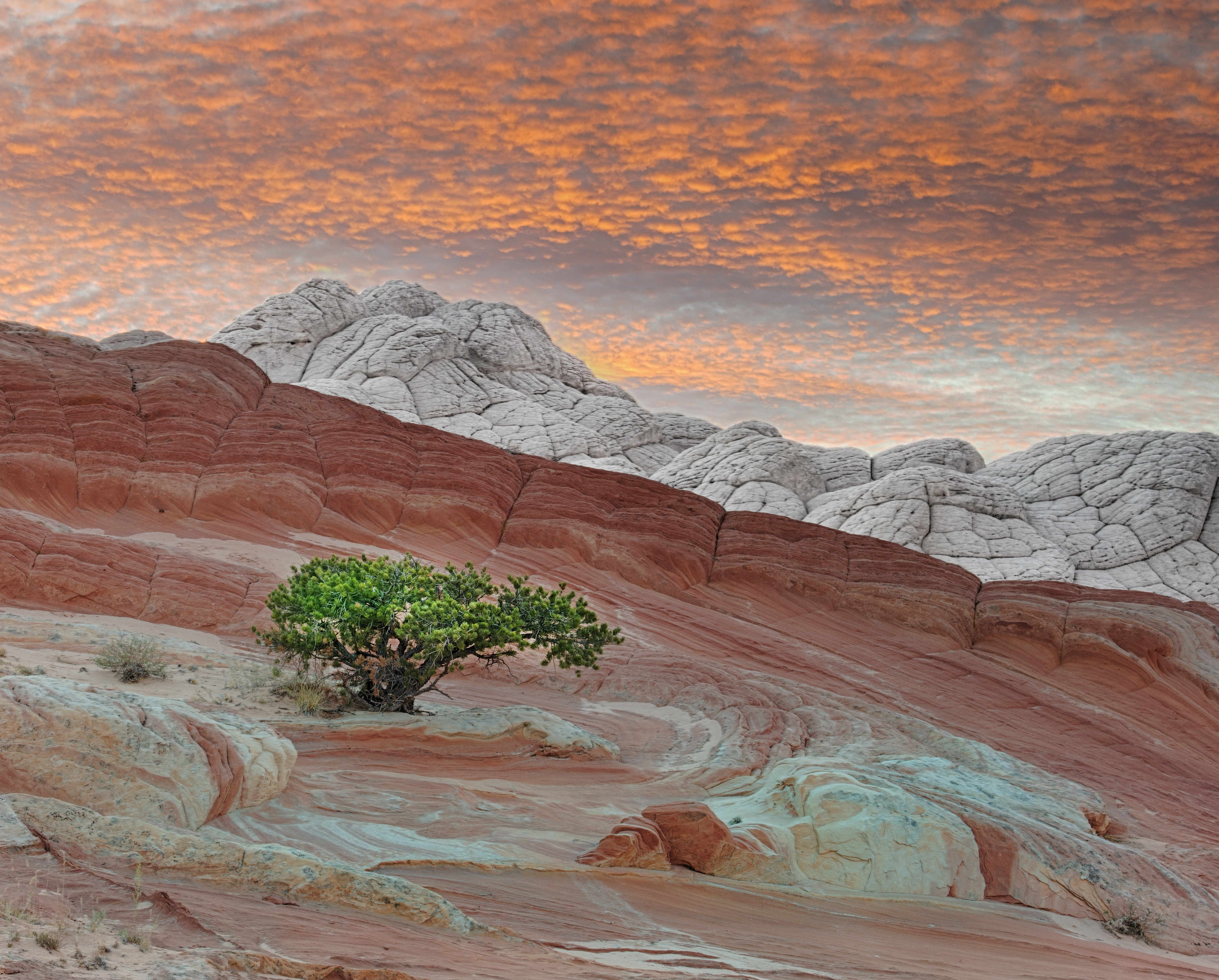
Painted Desert

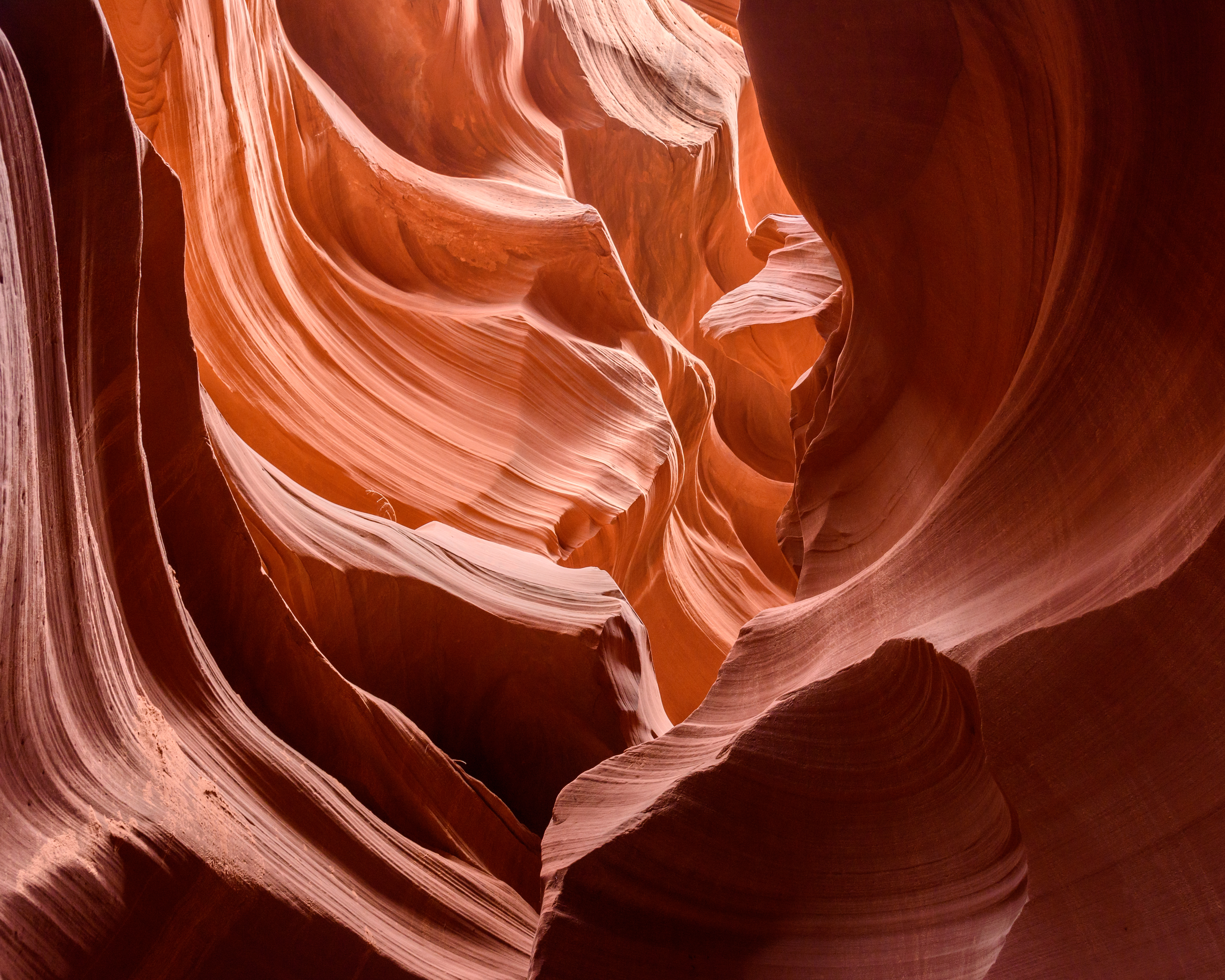
Antelope Canyon

De staat Arizona beslaat 295.254 km², waarvan 294.312 km² land. Arizona grenst in het zuiden aan Mexico, in het noorden aan de staten Utah en Colorado, in het westen aan Nevada en Californië en in het oosten aan New Mexico. Het punt waar de grenzen met Utah, New Mexico en Colorado samenkomen, heet Four Corners. In Arizona bevinden zich uitgestrekte indianenreservaten.
Arizona ligt in de Mountain-tijdzone, maar gebruikt geen zomertijd (de indianenreservaten uitgezonderd).
Geografisch gezien is Arizona, dat bekendstaat om zijn natuurschoon, een staat van extremen. De staat bestaat voor een groot gedeelte uit woestijn, terwijl een ander gedeelte van de staat wordt doorsneden door de Rocky Mountains, met Humphreys Peak als hoogste punt (3851 meter), tevens het hoogste punt in de staat.
De belangrijkste rivier is de Colorado, die een gedeelte van de westgrens vormt. De rivier stroomt onder meer door de beroemde Grand Canyon. Andere opmerkelijke natuurgebieden zijn de Painted Desert, Petrified Forest, Monument Valley (op de grens met de staat Utah) en The Wave.

### Klimaat
Arizona kent voor het grootste deel een woestijnklimaat met hete zomers, maar ook nachtvorst, vooral in de winter. In het noordelijke deel van de staat, dat op grotere hoogte ligt dan de rest, is het klimaat aanmerkelijk kouder met temperaturen die tot onder de −18 °C kunnen dalen. De hoofdstad Phoenix is de stad met de meeste dagen per jaar waarop de temperatuur tot +38 °C of hoger oploopt.

## Demografie en economie
In 2018 telde Arizona 7.130.632 inwoners (20 per km²), waarvan 5% Indianen. Bijna 20% van de bevolking heeft Spaans als moedertaal. De belangrijkste steden zijn Phoenix, Tucson en Flagstaff.
De overheid is de belangrijkste werkgever in Arizona waar veel land in handen is van de federale en statelijke overheden. Voorts zijn vooral de technologie en high-tech industrieën belangrijk voor de economie. Producten als computers, elektronica en vlieg- en ruimtevaartuigen worden in de staat vervaardigd. Mijnbouw is ook een belangrijke bron van inkomsten. Vooral koper wordt in Arizona gewonnen.
Het bruto product van de staat bedroeg in 2018 346 miljard dollar.

## Bestuurlijke indeling
Arizona is onderverdeeld in 15 county's.

## Politiek

### Deelstaatniveau
Aan het hoofd van de uitvoerende macht van de staat staat een gouverneur, die direct gekozen wordt door de kiesgerechtigden in de staat. De gouverneursverkiezing van 2022 werd gewonnen door Katie Hobbs van de Democratische Partij. Zij trad in januari 2023 aan als gouverneur van Arizona.
Arizona is een van de vijf Amerikaanse staten zonder het ambt van luitenant-gouverneur. Bij afwezigheid van de gouverneur worden de taken waargenomen door de apart gekozen Secretary of State.
De wetgevende macht bestaat uit het Huis van Afgevaardigden van Arizona (Arizona House of Representatives) met 60 leden en de Senaat van Arizona (Arizona Senate) met 30 leden.

### Federaal niveau
Arizona leunt in politiek opzicht naar de Democratische Partij toe. De meeste afgevaardigden zijn Democraat, net als een van de twee senatoren.
Bij presidentsverkiezingen kiest Arizona meestal voor de Republikeinse kandidaat, zo ook in 2016 toen Donald Trump de staat won met 48% van de stemmen. Arizona koos in 2020 echter voor de Democratische kandidaat, Joe Biden.

## Bezienswaardigheden
- Arizona-Sonora Desert Museum
- Desert Botanical Garden
- Nationaal Park Grand Canyon met de Grand Canyon en de Grand Canyon Skywalk
- Navajo National Monument
- Hooverdam
- Natuurgebieden Painted Desert en Monument Valley
- Lake Powell
- Antelope Canyon
- Barringerkrater Grote meteoorkrater, 50 kilometer ten oosten van of Flagstaff, bij Winslow
- Sedona
- Saguaro National Park
- Horseshoe Bend nabij Page